# Teologia africana
La teologia africana è una corrente teologica che si propone di considerare la teologia cristiana secondo la prospettiva del contesto culturale africano. A differenza della teologia nera, nata nel contesto statunitense e sudafricano in risposta al razzismo e all'apartheid, la teologia africana è nata nell'Africa subequatoriale per radicare il messaggio cristiano nella cultura africana, senza limitarsi ad adottare le forme occidentali di cristianesimo importate con la colonizzazione europea.

## Sviluppo
Le radici della teologia africana si trovano nell'esperienza delle prime chiese indipendenti africane che si staccarono dalle chiese missionarie tra la fine del XIX secolo e l'inizio del XX secolo, rappresentando la prima espressione di autonomia e indipendenza dei cristiani africani. La teologia africana nacque come corrente teologica a metà del XX secolo, con l'uscita nel 1956 del libro Des prêtes noirs s'interrogent (Alcuni preti neri s'’interrogano), scritto da un gruppo di preti cattolici neri che studiavano a Roma per approfondire la loro preparazione teologica. Il movimento ebbe impulso negli anni sessanta in seguito all'indipendenza politica degli stati africani e iniziò a protestare contro le interpretazioni negative coloniali e missionarie della religione e della cultura in Africa. Rendendosi conto che la teologia è un fenomeno contestuale, i cristiani africani iniziarono a leggere la Bibbia usando la propria lente culturale, il che ovviamente portò ad alcune interpretazioni che non sempre concordavano con il modo in cui la teologia occidentale interpretava le cose. La teologia africana si è impegnata a plasmare il cristianesimo in modo africano, adattando e utilizzando concetti e idee africane. Tra i principali problemi affrontati dalla teologia africana vi sono la cristologia e l'etica.
Teologi africani come Charles Nyamiti, Bolaji Idowu, John Mbiti e Kwesi Dickson hanno fornito un'analisi e un'interpretazione delle religioni tradizionali africane, indicando la sua relazione con la fede cristiana. Lamin Sanneh e Kwame Bediako hanno sostenuto l'importanza della vernacolarizzazione della Bibbia. Lo stesso Kwame Bediako e John Pobee hanno sviluppato una cristologia africana in termini di antenato anziché di Signore, concetto non facilmente comprensibile agli africani. 
C'è anche un movimento di teologhe africane, organizzato nel Circle of Concerned African Women Theologians, inaugurato nel 1989 dalla ghanese Mercy Amba Oduyoye. Al giorno d'oggi questo è un movimento di centinaia di donne teologhe provenienti da diversi paesi africani e con diversi background religiosi. Insieme a Oduyoye, le coordinatrici generali del circolo sono state Musimbi Kanyoro, Isabel Phiri e, attualmente, la malawese Fulata Moyo.
Recentemente, anche gli evangelici africani hanno anche iniziato a impegnarsi per sviluppare una teologia cristiana che abbia in mente il contesto africano. In questo contesto, gli evangelici africani hanno preso l'iniziativa di sviluppare un commentario biblico africano: anche se questo non è un commento critico, mostra l’impegno da parte degli evangelici africani di considerare le questioni tradizionali e contemporanee africane secondo una prospettiva evangelica. Gli evangelici africani hanno anche preso l'iniziativa nello sviluppo dell'etica cristiana e della teologia sistematica in rapporto alle varie questioni che devono affrontare la maggior parte dei cristiani africani. Samuel Kunhiyop ha considerato l'etica cristiana e la teologia sistematica da una prospettiva evangelica africana, mentre Matthew Michael si è impegnato a considerare la teologia sistematica dal punto di vista delle tradizioni africane.
Da parte cattolica è stato approfondito il problema dell'ecclesiologia africana proponendo il modello di una Chiesa-famiglia, intendendo la famiglia non in senso occidentale del termine ma secondo la tradizione africana, in cui comprende i vivi, i morti e quelli non ancora nati.
Una corrente sviluppatasi in seno alla teologia africana è la cosiddetta teologia della riconciliazione, che ritiene necessario promuovere la riconciliazione nelle società africane per superare le divisioni che ancora vi permangono e perseguire la giustizia e la pace. Autorevoli esponenti di questa corrente teologica sono l'ugandese Emmanuel Katongole e il sudafricano Desmond Tutu, promotore della teologia ubuntu.
L'aspetto più recente della teologia africana riguarda la cosiddetta teologia della ricostruzione, secondo cui bisogna andare oltre la teologia della liberazione e dell’inculturazione: oggi il compito principale della teologia africana non è quello di liberare gli africani dal razzismo e dallo sfruttamento colonialista o di inserire il messaggio cristiano nella tradizione africana, ma è quello di promuovere la ricostruzione delle società dell'Africa post-coloniale. Tra i principali esponenti della teologia della ricostruzione vi sono il congolese Kä Mana, il keniano Jesse Mugambi e l'angolano Muanamosi Matumona